# Marmarská univerzita
Marmarská univerzita (turecky Marmara Üniversitesi) je veřejnou univerzitou nacházející se v Istanbulu a jednou z nejstarších univerzit Turecka.
Marmarská univerzita byla založena 16. ledna 1883 pod názvem Hamidiye Ticaret Mekteb-i Âlisi a byla spojena s obchodním, zemědělským, lesnickým a těžebním průmyslem. První absolventi (13 studentů) graduovali v roce 1887. V roce 1889 se Marmarská univerzita dostala pod správu Ministerstva vzdělání Osmanské říše. Od roku 1893 do roku 1897 však proběhla rozsáhlá renovace školy a od 15. října 1897 do dnešního dne se zde nabízí vysokoškolské vzdělání.
S více než 70 000 studenty a 3000 akademickými zaměstnanci se Marmarská univerzita řadí mezi jedny z nejdůležitějších vysokoškolských ústavů v Turecku. Vzdělání je poskytnuto v 5 jazycích: turečtině, angličtině, francouzštině, němčině a arabštině.

## Organizační struktura
S šestnácti fakultami, jedenácti institucemi, čtyřmi vysokoškolskými instituty pro postgraduální studium, dvěma vzdělávacími centry a čtyřmi odbornými školami nabízí Marmarská univerzita plné spektrum uznaných studijních oborů v oblasti humanitních i přírodních věd.

### Fakulty
- Atatürkova pedagogická fakulta
- Stomatologická fakulta
- Farmaceutická fakulta
- Filozofickopřírodověcká fakulta Archivováno 3. 12. 2013 na Wayback Machine.
- Fakulta múzických umění
- Právní fakulta
- Ekonomická fakulta
- Teologická fakulta
- Fakulta komunikací (studijní obory: žurnalistika; veřejné vztahy a propagace; radio/televize/film)
- Fakulta obchodní administrativy
- Fakulta inženýrství
- Fakulta zdravotnických věd
- Fakulta politických věd
- Technická fakulta
- Technologická fakulta
- Lékařská fakulta

### Další součásti

#### Vysokoškolské instituty (postgraduální studium)
- Institut Evropské unie
- Institut bankovnictví a pojišťovnictví
- Institut vzdělávacích věd
- Institut čistých a aplikovaných věd
- Institut gastroentrologie
- Institut múzických umění
- Institut neurologických věd
- Institut pro studium Blízkého východu
- Institut lékařských věd
- Institut sociálních věd
- Institut turkických studií

#### Vzdělávací centra
- Centrum distančního vzdělávání
- Centrum kontinuálního vzdělávání

#### Odborné školy
- Vyšší odborná škola právní
- Vyšší odborná škola zdravotnických věd
- Vyšší odborná škola sociálních věd
- Vyšší odborná škola technických věd

#### Speciální katedry rektorátu
- Katedra Atatürkových principů a historie revoluce
- Katedra tureckých jazyků